# 菲利普斯海姆
菲利普斯海姆是德国莱茵兰-普法尔茨州的一个市镇。总面积0.89平方公里，总人口104人，其中男性56人，女性48人（2011年12月31日），人口密度117人/平方公里。